# Ellipi
Ellipi fue un antiguo reino situado en la vertiente occidental de los montes Zagros (en el actual Irán), entre Asiria al noroeste, Babilonia al oeste, Media al noreste, Mannea al norte y Elam al sur. Según relatos asirios los ellipeos convivían en los montes Zagros con los zamues (al norte) y los kirruri.
Estrechamente relacionado con Elam, Ellipi se constituye como entidad política y cultural en el siglo IX a. C. desde cuando se atestiguan construcciones de defensa y de almacenamiento. La economía de Ellipi se basaba en el control de rutas comerciales, así como en la cría de ganado.
Talta (o Dalta), rey de Ellipi, pagó tributo a Sargón II de Asiria desde el 714 a. C.. Cuando Talta murió, sus hijos Nibe, apoyado por Elam, e Isparaba, apoyado por Asiria, se disputaron el trono. Finalmente se impuso Isparaba, quien años más tarde se unió a la rebelión del caldeo Merodach-baladan. Senaquerib, rey de Asiria, realizó una expedición de castigo contra Ellipi en el 702 a. C., en la cual tomó Murubishti, su capital. En el siglo VI a. C. Ellipi sufrió invasiones de pueblos cimerios, y ya en el siglo VI a. C. dejó de ser mencionada para siempre.